# Cladonota brunneus
Cladonota brunneus är en insektsart som beskrevs av Jules Ferdinand Fallou. Cladonota brunneus ingår i släktet Cladonota och familjen hornstritar. Inga underarter finns listade i Catalogue of Life.